# براءة المسلمين (فلم)
براءة المسلمين (بالإنجليزية: Innocence of Muslims) كما عرف سابقا باسم براءة بن لادن (بالإنجليزية: Innocence of Bin Laden) وأخرج باسم محاربو الصحراء (بالإنجليزية: Desert Warriors)،
هو فيلم أمريكي معادي للإسلام اشتهر لانه أدى إلى احتجاجات أمام السفارات الأمريكية في العديد من الدول الإسلامية منها مصر وتونس واليمن والعراق  وأدى هجوم آخر في ليبيا إلى مقتل 4 دبلوماسيين أمريكيين منهم السفير الأمريكي كريستوفر ستيفنز.
لا تعرف هوية منتج الفيلم ومخرجه غير أن الشبهات تحوم حول نقولا باسيلي نقولا، وهو أمريكي من أصل مصري قبطي مدان سابقا بتهم احتيال، وشخص أمريكي يدعى ألن روبرتس.
ويصور الفيلم النبي محمد كزير نساء وصفه بالشذوذ الجنسي وأن القرآن ما هو إلا خليط من آيات التوراة، وضعها راهب مسيحي.

## ردود الفعل على بث الفيلم

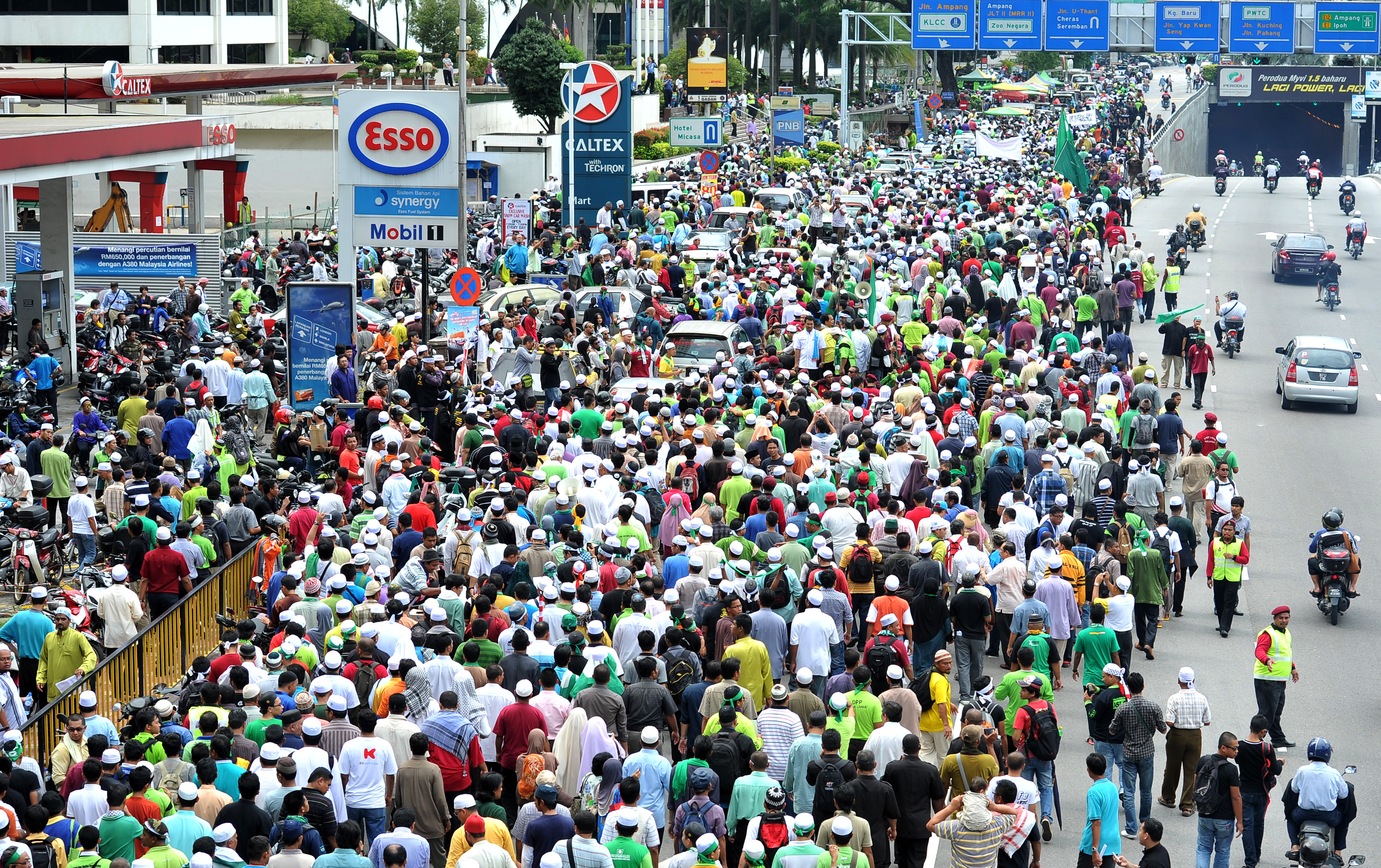
متظاهرون في كوالا لامبور ضد الفيلم.

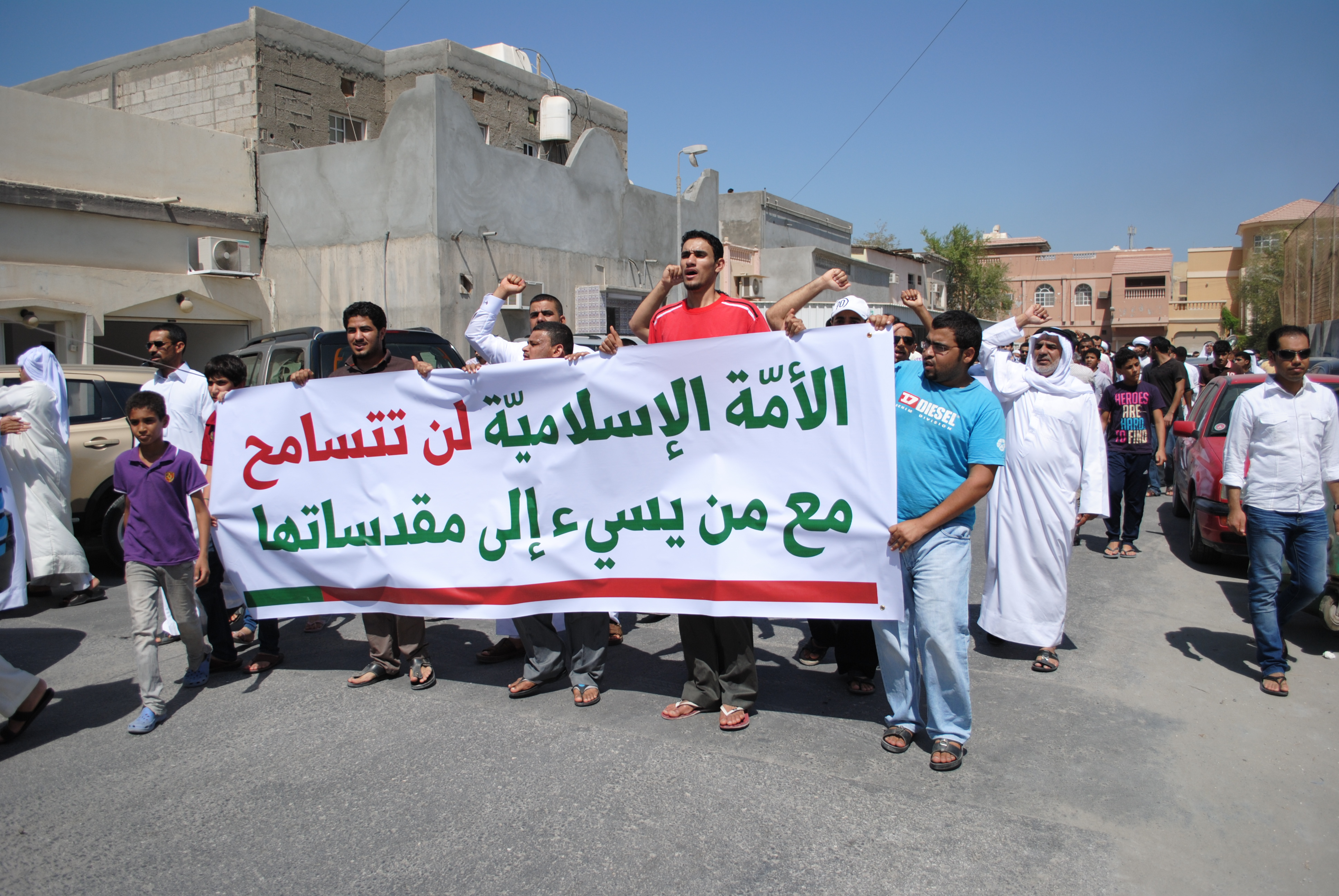
تظاهرة في البحرين ضد الفيلم

- طالب الفاتيكان بالكف عن «استفزاز» المسلمين.[7]
- طالب الإخوان المسلمون في الأردن بمقاطعة البضائع الأمريكية.
- طالب الشيخ محمد حسان بالمقاطعة الأقتصادية الكاملة لكل منتجات أوروبا والولايات المتحدة.
- طلب البيت الأبيض شركة غوغل بحذف المقطع من يوتيوب، وردت الأخيرة بأنها لن تحذف الفيلم لأنه يتماشى مع سياسة الموقع.[8]
- وصفت هيلاري كلينتون الفيلم بأنه مقرف في تصرح علني
- صرح باراك أوباما في الأمم المتحدة بأن الفيلم مقزز وقد أهان أمريكا كما أهان المسلمين
- هددت المملكة العربية السعودية بحجب موقع اليوتيوب في السعودية كاملاً إذا لم يتم حجب الفيديو وأيضاً قامت شركة اليوتيوب بحجب الفيديو عن المستخدمين في السعودية وهي سياسة يتبعها الموقع حسب قوانين البلد المشغل وقام اليوتيوب بحجب الفيلم في كل من مصر وليبيا وإندونيسيا وكل بلد تعتبر الفيلم مخالفاً للقانون ولكنها لم تزيله من الموقع[9] فباكستان وبنغلاديش قدمت الطلب أو «التهديد» نفسه ولكن موقع اليوتيوب ليس «محليا» في هذه الدول عكس مصر والسعودية وماليزيا. وبما أنه «محلي» في هذه الدول فإنه يخضع لقوانيها الداخلية [10]
- قام عدد من المسلمين في الغرب باستغلال فرصة هذه الاضطرابات للتعريف بالسيرة النبوية وتوزيع كتيبات تعرف عن الإسلام والنبي محمد
- انتشر في المواقع الاجتماعية شعار: إلا رسول الله وتضاعفت الكتابات التي تتحدث عن الرسول محمد
- دعي شعبياً في المواقع الاجتماعية إلى مقاطعة موقع يوتيوب وغوغل لمدة يوميي الاثنين والثلاثاء 24-25 يوليو 2012
- طالب أكثر من زعيم سياسي في الأمم المتحدة وعدد من رجال الدين منهم شيخ الأزهر بوضع قوانين تمنع التعدي على الأديان.

## روابط خارجية
- مقالات تستعمل روابط فنية بلا صلة مع ويكي بيانات